# Gerhard Bjelland
Gerhard Emil Bjelland , född 26 januari 1936 i Stavanger, är en norsk skådespelare.
Bjelland tog examen artium 1955 och flyttade till Oslo 1958 för att satsa på skådespelaryrket. Han studerade 1958–1961 vid Statens Teaterhøgskole tillsammans med bland andra Knut M. Hansson och Rolf Sand. Han debuterade 1960 vid Fjernsynsteatret som Erik i Det er fra politiet. Sedan 1961 är han engagerad vid Nationaltheatret där han gjort sig bemärkt som karaktärsskådespelare, huvudsakligen i biroller. Han har också sedan 1960-talet medverkat sporadiskt i TV och på film.
År 1978 var han styrelsemedlem i Skuespillerforeningen. Därtill har han varit tillitsman vid Nationaltheatret och medlem i dess konstnärliga råd. År 1984 erhöll han Statens Kunstnerstipend.

## Filmografi
- 1960 – Det er fra politiet (TV-teater)
- 1962 – Sønner av Norge kjøper bil
- 1964 – Minne om to mandager (TV-teater)
- 1968 – Den sorte svane (TV-teater)
- 1979 – Hjemme hos oss (TV-serie)
- 1980 – Att ni bara vågar!
- 1991 – Affæren Anders Jahre (TV-serie)
- 1997 – Blind gudinna (TV-serie)